# رود موگامی
رود موگامی (به لاتین: Mogami River) یک رود در ژاپن است که در استان میاگی واقع شده‌است.